# 마셜 리드

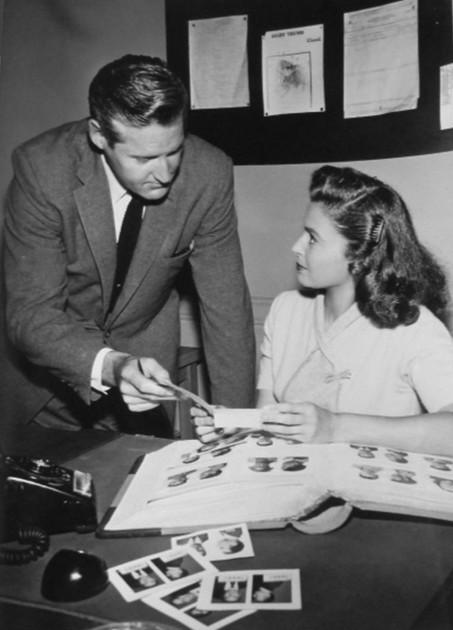

마셜 리드(Marshall Reed, 1917년 5월 28일 ~ 1980년 4월 15일)는 미국의 배우, 텔레비전 배우, 영화 프로듀서이다.
엥글우드에서 태어났으며 로스앤젤레스에서 사망하였다.

## 영화
- 닥터 웰비 (1969년)
- 제12순찰대 (1968년)
- 사건비화 (1967년)
- 살인을 위한 시간 (1967년)
- 위스키 전쟁 (1965년)
- 보난자 (1959년)
- 고스트 오브 조로 (1959년)
- 라인업 (1958년)
- 페리 메이슨 (1957년)
- 슈퍼맨 - 54년작 3 (1954년)
- 로즈 마리 (1954년)
- 어리너 (1953년)
- 코만도 코디 (1953년)
- 러스티 맨 (1952년)
- 세일러 비워 (1952년)
- 연방요원 대 언더월드 주식회사 (1949년)
- 고스트 오브 조로 (1949년)
- 론 레인저 - 49년 시리즈 (1949년)
- 천사와 악당 (1947년)
- 조로의 검은 채찍 (1944년)